# Герб на България
Гербът на България е изправен златен коронован лъв на тъмночервено поле, обърнат на дясна хералдическа страна, поставен върху щит. От двете му страни има изобразени лъвове щитодръжци, а над него – царска корона. Под щита има постамент от дъбови клонки със златни плодове и девизна лента с трикольорен кант, на която има изписан националният девиз „Съединението прави силата“.
Настоящият герб е одобрен от Народното събрание през 1997 година. Това е първият герб на България след края на социалистическото управление в края на 80-те години. Точният вид на герба е предмет на продължителни спорове между политическите партии.

Гербът на Република България се определя със Закона за герба на Република България, според който той е държавен символ, който изразява независимостта и суверенитета на българския народ и българската държава:
| „                                   | Гербът на Република България е изправен златен коронован лъв на тъмночервено поле във формата на щит. Над щита има голяма корона, първообраз на която са корони на български владетели от Втората българска държава, с пет кръста и отделно кръст над самата корона. Щитът е поддържан от два златни короновани изправени лъва, обърнати към щита от лявата и дясната хералдическа страна. Те стоят върху две кръстосани дъбови клонки с плодове. Под щита върху прехвърлена през краищата на дъбовите клонки бяла лента с трикольорен кант е изписано със златни букви „Съединението прави силата“. | “ |
| Закон за герб на република България | |   |

## Гербът и Конституцията на Република България
В българската конституционна практика съществува традиция държавният герб да има уредба в Конституцията. В Глава IV „За герба на царството, за печата и за народното знаме“ на Търновската конституция, в Глава IX „Герб, печат, знаме, столица“ на Димитровската конституция, в Глава IX „Герб, печат, знаме, столица“ на Живковската конституция.
Глава X от действащата Конституция на Република България носи заглавието „Герб, печат, знаме, химн, столица“. Член 164 от Конституцията гласи:
| „ | Гербът на Република България е изправен златен лъв на тъмночервено поле във формата на щит | “ |

с което Конституцията дава конституционно определение на герба на Република България.
Във връзка с подготвяния тогава проект за „Закон за герб на Република България“, в който се предвижда гербът да съдържа допълнителни елементи (корона и т.н) освен посочените в цитирания член на Конституцията, на 10 март 1995 г. Конституционният съд на Република България дава ход на дело по искане на 74 народни представители от XXXVII народно събрание с молба Конституционният съд да даде тълкуване на чл. 164 от Конституцията в смисъл: „Нарушава ли се цитираният текст, ако освен основните елементи, вписани за герб на Република България, изображението съдържа и допълнителни?“.
Депутатите застъпват съображението, че: „конституционният текст не предрешава въпроса дали лъвът ще е коронован, наред с възможността за включване на допълнителни елементи за повишаване естетичността и засилване емоционалното въздействие на този висш символ на българската държавност“.
Отговаряйки на този въпрос, Конституционният съд отговаря по същество и на въпроса: Изчерпателно ли са изброени съставките на герба в чл. 164 от Конституцията на Република България, или е допустимо добавянето на още елементи? Отговорът на Конституционния съд е, че „изброяването на елементите на герба в чл. 164 на Конституцията не е и не може да бъде изчерпателно. В текста се съдържа словесно представяне на герба. Това словесно представяне, колкото и подробно да е то, не би могло да опише във всички детайли един художествен образ“. Тълкувателят е категоричен, че „Текстът относно герба може да бъде словесно обогатен по преценка на законодателя чрез изменение на Конституцията или със закон“. Мотивите на Конституционния съд са, че: „Никога не може да се постигне в текста на нормативна разпоредба пределът, за да се получи изчерпателно словесно изобразяване на художествения образ на герба, както впрочем това важи и при описание с думи на всеки друг художествен образ“. Конституционният съд прави уточнението, че „изложените съображения изцяло важат и по отношение на повдигнатия допълнително от групата депутати въпрос за короната. Липсата или наличието на корона в държавния герб още не означава утвърждаването на формата на държавно устройство. Корони съществуват в републиканските гербове на Австрия, Армения, Полша, Русия, Чехия, Унгария, Финландия и др. Така че няма пречка в държавния герб на една република да има корона“. В този ред на мисли конституционните съдии дават разрешение на Народното събрание „да приеме други елементи към основните при утвърждаване на държавния герб“.

## Съвременни открития за българската хералдика в западноевропейски гербовници
Стилизирани изображения на лъв има в Първото българско царство. Лъвът, като символ на власт, сила и храброст, е засвидетелстван и през Второто българско царство.
Най-старият български герб датира от около 1295 г. Откриването му е вследствие на работата на двама членове на БХВО – Иван Войников и Петър Яначков, които го издирват и осигуряват информация за извора, факсимилета и научни коментари в библиотеки във Великобритания и САЩ. През 2004 година друг член на БХВО д-р Стоян Антонов открива „герба на императора на България“ в Гелдренския гербовник. До 2003 година се смята, че най-старият български герб датира от 14 век, поместен в пътепис на анонимен марокански пътешественик.

## Исторически гербове на България

### Средновековие
- Ок. 1295. Герб на краля на България, Гербовник на Лорд Маршал
- Ок. 1370 – 95. Герб на императора на България, Гелдренски гербовник
- 1370 – 1395. Герб на цар Иван Асен II, Гелдренски гербовник
- 1483. Герб на императора на България, Общ гербовник, Берлински кодекс, Конрад фон Грюненберг
- 1595. Герб на България – Загребски кодекс, Гербовник на Кориенич-Неорич
- 1602 – 04. Герб на императора на България, Гербовник на Конрад фон Грюненберг
- 1602 – 04. Герб на херцога на България със столица Бдин/Видин, Общ гербовник, Мюнхенски кодекс, Конрад фон Грюненберг
- Началото на XVII век. Герб на България, Моденски гербовник
- Ок. 1688. Герб на България, Знаци и гербове, Янез В. Валвасор
- 1701. Герб на България – „Стематография“, Павел Ритер-Витезович
- 1746. Герб на България – „Стематография“, Христофор Жефарович
- 1844. Герб на България – „Царственик“, Христаки Павлович
- гербове на последните български владетели Фружин и Константин II Асен от Bayerische Staatsbibliothek, München

### Княжество/Царство България
- Вариант, предположен и тиражиран от „Всемирная иллюстрация“, 1879/№ 558
- 1881 – 1927. Държавен герб
- 1927 – 1946. Държавен герб

### Народна република България
- 1946 – 1948. Герб на Народна република България
- 1948. Герб на Народна република България
- 1948 – 1967. Герб на Народна република България
- 1967 – 1971. Герб на Народна република България
- 1971 – 1990. Герб на Народна република България

### Република България
В периода 1990 – 1997 г. България няма национален герб.
- 1997 – Герб на Република България

Предложения за герб на България (1991 – 1997):
- 1995. Проект Кънчо и Емил Аврамови
- 1996. Проект Кънчо и Емил Аврамови